# Dornier Do 317
Le Dornier Do 317 est un avion militaire essayé par la Luftwaffe au cours de la Seconde Guerre mondiale.

## Conception
Six exemplaires ont été construits : un prototype non armé et cinq Do 317A armés. Ces derniers étaient équipés d'un canon de 15 mm et de deux mitrailleuses de 7,92 mm dans le nez ainsi que d'une mitrailleuse de 13 mm dans une tourelle dorsale, une ventrale et enfin une pointée vers l'arrière.
Après les cinq Do 317A, qui sont renommées ensuite Do 217R, une version Do 317B est développée mais le projet est abandonné avant son terme.
Le Do 317 était capable d'embarquer 5,6 tonnes de bombes.